# Banana (videojuego de 2024)
Banana es un videojuego incremental gratuito de 2024 lanzado a través de Steam. El juego consiste en la imagen de una banana, que incrementa un contador cada vez que se hace clic. Lanzado por un equipo de cuatro desarrolladores en abril de 2024, Banana se basa en un videojuego incremental anterior titulado Egg. Al igual que Egg, el objetivo principal del juego es otorgar periódicamente artículos a los jugadores que pueden comprarse y venderse en Steam Marketplace. Aunque la gran mayoría de los productos de banana sólo se venden por unos pocos centavos de dólar estadounidense, las bananas más raros pueden venderse a precios mucho más altos, y la venta más alta conocida alcanzó un precio de 1378,58 dólares estadounidenses. El juego ha generado controversia y algunos lo han llamado una estafa.

## Modo de juego
La jugabilidad de Banana consiste en incrementar un contador haciendo clic en la imagen de una banana sobre un fondo verde. Un logro, «Click», se desbloquea cuando el juego se deja abierto durante un minuto. La jugabilidad extremadamente mínima existe para facilitar la creación de elementos banana en Steam, que se entregan periódicamente a los jugadores al jugar durante un minuto y hacer clic ocasionalmente; hacer clic repetidamente simplemente incrementa el cronómetro y no genera otros efectos. Se puede obtener una banana común cada tres horas, mientras que las bananas más raras se pueden obtener con un temporizador de dieciocho horas. Las bananas, al igual que los artículos de otros juegos lanzados a través de Steam, se pueden comprar y vender en Steam Marketplace.

## Lanzamiento y economía
El juego se lanzó a través de Steam el 23 de abril de 2024. Creado por un equipo internacional de cuatro desarrolladores, se basó en gran medida en un juego anterior titulado Egg; al igual que Banana, el juego consiste solo en la imagen de un huevo en el que se puede hacer clic, lo que genera periódicamente elementos de Steam, que consisten en plátanos pelados. Uno de los desarrolladores del juego describió a Banana como «un juego bastante estúpido, una copia de Egg pero mucho peor».
Los precios de las bananas individuales son generalmente de sólo unos pocos centavos de dólar, aunque algunas bananas se han vendido por cientos de dólares. Un artículo titulado Special Golden Banana se vendió en Steam Marketplace por 1378,58 dólares, el precio de venta más alto registrado de cualquier artículo del juego. Un desarrollador describió el juego como un «fallo de dinero infinito». Aunque es un videojuego gratuito, Banana cuenta con una tienda en línea donde se pueden comprar cinco variaciones diferentes de banana por 25 centavos de dólar cada una. Los elementos de banana generados por el juego se han comparado con tokens no fungibles, aunque difieren debido a la falta de una cadena de bloques. Debido al juego extremadamente mínimo y al bajo uso de recursos informáticos, algunos jugadores han podido ejecutar una gran cantidad de cuentas alternativas simultáneamente para maximizar las ganancias.
El número de jugadores del juego fue inicialmente muy bajo después del lanzamiento, no superando los 300 jugadores durante su primera semana de lanzamiento. A finales de mayo de 2024, su número de jugadores había superado los 30 000 jugadores activos, convirtiéndose en el 47.º juego más jugado en Steam. A principios de junio, había llegado a 141 000 jugadores simultáneos. Este número aumentó rápidamente durante las semanas siguientes, superando los 250 000 el 10 de junio. Sin embargo, los importantes problemas de bots llevaron a inflar el número de jugadores: un desarrollador líder afirmó que alrededor de dos tercios de los jugadores eran bots a principios de junio. El 14 de junio, el número de jugadores activos simultáneamente alcanzó los 420 000 y aumentó a 700 000 al día siguiente, convirtiéndose en el segundo juego más jugado en Steam (detrás de Counter-Strike 2).
El juego ha generado controversia desde su auge en Steam. Tanto la plataforma de alojamiento Steam como los desarrolladores del juego se quedan con un porcentaje de cada transacción de Banana en el mercado de Steam. Algunos comentaristas acusaron el juego de ser una estafa, lo cual los desarrolladores negaron. Carlos Morales de IGN escribió que si bien el juego «no es técnicamente una estafa» (énfasis en el original), su «propósito real» es «generar artificialmente una economía para 'bienes' digitales inútiles».